# Friesland (Schiff, 1889)
Die Friesland war ein 1889 in Dienst gestelltes Passagierschiff der belgisch-amerikanischen Reederei Red Star Line, das im Passagierverkehr auf der Route Antwerpen–New York eingesetzt wurde. Das Schiff wurde 1903 an die American Line verchartert, 1911 außer Dienst gestellt und 1912 abgewrackt.

## Das Schiff

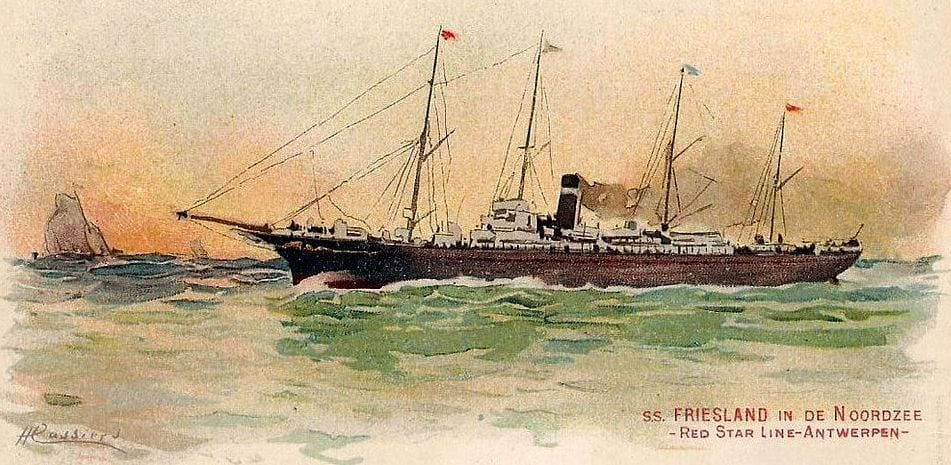
Postkarte mit einem Bild von Henri Cassiers (1889).

Das 7.116 BRT große Dampfschiff Friesland wurde auf der Schiffswerft J. & G. Thomson, dem Vorgänger von John Brown & Company in Glasgow, gebaut und lief am 15. August 1889 für die Red Star Line vom Stapel. Aufgrund des doppelten Bodens, der wasserdichten Schotten, der Anzahl von Rettungsbooten und der Tatsache, dass die Friesland einen Ballast von bis zu 1000 Tonnen Wasser aufnehmen konnte, galt sie als eines der sichersten Schiffe ihrer Zeit. 
Das 133,19 Meter lange und 15,60 Meter breite aus Stahl gebaute Schiff hatte einen Schornstein, vier Masten, das Heck eines Klippers, eine Einzelschraube und konnte eine Geschwindigkeit von 15 Knoten (27,8 km/h) erreichen. Die dreizylindrige Dreifachexpansions-Dampfmaschine leistete 7000 PSi. Die Passagierkapazitäten lagen bei 226 Passagieren der Ersten, 102 der Zweiten und 600 der Dritten Klasse. 
Am 7. Dezember 1889 legte die Friesland unter dem Kommando von Kapitän William G. Randle zu ihrer Jungfernfahrt von Antwerpen nach New York ab, wo sie am 21. Dezember eintraf. Am 10. Januar 1903 lief sie zur letzten Fahrt auf dieser Route aus. Danach wurde der Dampfer an die American Line (American Steamship Company mit Sitz in Philadelphia) verchartert, die sie ab dem 26. März 1903 mit Platz für 300 Passagiere der Zweiten und 600 der Dritten Klasse auf der Strecke Liverpool–Philadelphia einsetzte. In diesem Dienst blieb die Friesland bis zum Mai 1911. Im selben Jahr wurde sie an italienische Eigner verkauft und in La Plata umbenannt. Zwei ihrer Masten wurden entfernt, bevor sie 1912 abgewrackt wurde.